# Scutum rostrale
| r   | Rostrale             | pf  | Präfrontalia                      |
| ag  | Scudo ant. del mento | pg  | Scudo post. del mento             |
| in  | Internasale          | pro | Präoculare                        |
| l   | Loreale              | pso | Präsuboculare                     |
| la  | Supralabialia        | pto | Postocularia                      |
| la´ | Sublabialia          | f   | Scudo frontale                    |
| m   | Mentale              | so  | Supraoculare                      |
| n   | Nasalia              | t   | Temporalia anteriore e posteriore |
| p   | Parietalia           | v   | Prima Ventrale                    |

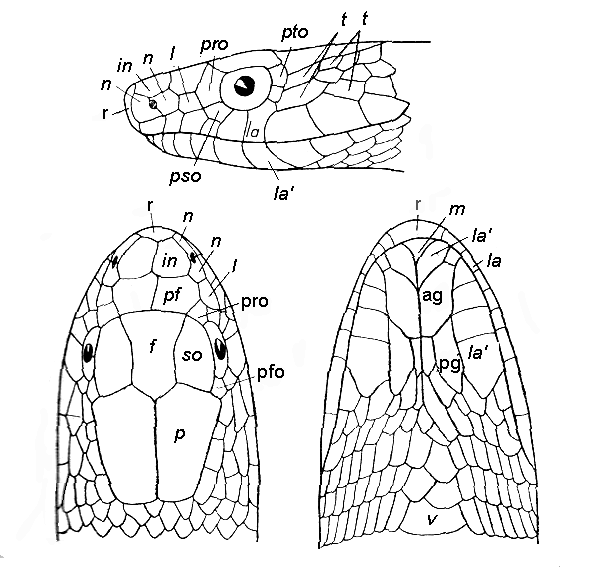
Terminologia delle squame Esempio dal Platyceps ventromaculatus

Lo Scutum rostrale o scudo rostrale, spesso abbreviato in Rostrale, è una squama del capo dei  serpenti e di altri squamati. Si tratta qui di squame spaiate nel mezzo della punta del muso, direttamente al di sopra dell'apertura della bocca, quindi di fronte allo scutum mentale. Lungo l'apertura della bocca si chiudono la squame supralabiali. Al di sopra del rostrale stanno, dipendenti fra loro, i nasorostrali pari o solo lo scutum nasale.
Il nome "Rostrale" deriva dal significato di Rostrum per il naso. Come tutte le altre squame del capo, la sua forma, grandezza e formazione sono importanti segni identificativi all'interno del sistema di classificazione dei serpenti. Anche nei suini viene incidentalmente indicato come "rostrale" un osso del muso, l' os rostrale.